# Astralleib
Astralleib oder Astralkörper (von lateinisch astralis „sternartig“) ist ein Begriff zur Bezeichnung einer unsichtbaren, wolkenartigen „Hülle“, die nach manchen religiösen und okkulten Lehren den Menschen bzw. dessen Seele umgibt und zusammen mit der Freiseele den Tod des materiellen Körpers überdauert. Die Existenz eines Astralleibs wird vor allem in der modernen Theosophie, der Anthroposophie und der neueren Esoterik angenommen. In der Anthroposophie wird zwischen dem Astralleib und dem Ätherleib unterschieden. In manchen Konzepten der außerkörperlichen Erfahrung und der Seelenreise („Astralreise“, „Astralprojektion“) kommt der Astralleib als Transportmittel vor.
Das Konzept des Astralleibs findet sich bereits im antiken Platonismus, wo von einem „Seelenfahrzeug“ wie auch von einem „Gewand“ oder einer „Hülle“ der Seele die Rede ist; diese Begriffe werden synonym verwendet. Die Bezeichnung des Seelenfahrzeugs als „sternartig“ (altgriechisch astroeidés) taucht erstmals beim spätantiken Neuplatoniker Proklos auf. In der Renaissance wird das aus antiker Literatur bekannte Seelenfahrzeug auch als „siderischer Leib“ (Sternenleib) bezeichnet; daraus ist der Ausdruck „Astralleib“ entstanden. Ähnliche Vorstellungen bestehen im Hinduismus und im Jainismus, wo ebenfalls von „Hüllen“ die Rede ist.

## Antike
Den Ausgangspunkt für die Vorstellungen vom Fahrzeug oder Wagen (griechisch óchēma) der Seele bilden einige Stellen in Dialogen Platons. Im Timaios wird berichtet, der Demiurg habe jeder Seele einen Stern zugeteilt und den Seelen, nachdem er sie gleichsam auf Fahrzeuge gesetzt habe, die Natur des Kosmos gezeigt. Timaios-Kommentatoren verstanden unter den „Fahrzeugen“ nicht die jeweiligen Sterne der Seelen, sondern den Seelen zugeteilte Vehikel, auf denen diese aus dem Himmelsbereich in die irdische Welt hinabsteigen. Weitere einschlägige Stellen finden sich in den Dialogen Phaidros, Phaidon und Nomoi. Im Phaidros werden die Seelen der Götter und der Menschen mit Wagenlenkern verglichen. Die menschliche Vernunftseele (logistikón) lenkt den Wagen; die beiden Pferde, die ihn ziehen, stehen für das Gemüt und die Begierde. Im Phaidon besteigen bestimmte Seelen Verstorbener ihre Fahrzeuge – gemeint sind offenbar Boote – und fahren damit zu einem See im Totenreich. In den Nomoi wird die Hypothese erwogen, dass die Seele der Sonne über einen feurigen oder luftartigen Körper verfügt, von dem aus sie ihr Gestirn bewegt.
Aus Platons Verbindung der Seelen mit den Sternen zogen antike Platoniker Konsequenzen, wobei sie auch aristotelisches Gedankengut berücksichtigten. Schon im 4. Jahrhundert v. Chr. lehrte der stark aristotelisch beeinflusste Platoniker Herakleides Pontikos, die Substanz der Seelen sei mit derjenigen der Gestirne identisch. Demgemäß bezeichnete er die Seelen als lichtartig und ging davon aus, dass sie im Bereich des Fixsternhimmels beheimatet sind. Im späteren Platonismus wurde dann die platonische Vorstellung des Seelenwagens mit der aristotelischen Lehre vom Äther (der Substanz der Sterne als fünftem Element) und vom Pneuma kombiniert. Das Pneuma ist bei Aristoteles die physische, durch die Fortpflanzung übermittelte Trägersubstanz der immateriellen Seele, die dem Stoff der Gestirne „analog“ ist. Diese Annahme verband Aristoteles zwar nicht mit der religiösen Vorstellung, dass die Sterne die Wohnsitze der Seelen seien, doch bot seine Äußerung zur Analogie zwischen Sternen und Pneuma manchen Platon-Kommentatoren Anlass, das Pneuma mit dem Seelenfahrzeug zu identifizieren. Im spätantiken Neuplatonismus war diese Gleichsetzung geläufig.
Auf solche Überlegungen geht in der römischen Kaiserzeit der Arzt Galenos ein, der wohl an Herakleides Pontikos anknüpft. Nach einer der von ihm angeführten Hypothesen ist die Seele selbst ein lichtartiger und ätherischer Körper, nach einer anderen ist sie unkörperlich, besitzt aber einen derartigen Körper als „erstes Fahrzeug“ und tritt durch ihn mit dem sichtbaren, physischen Körper in Verbindung. Auch die Mittelplatoniker nehmen einen Seelenwagen an. Sie sind jedoch hinsichtlich der Frage nach seiner Vergänglichkeit uneinig; Albinos und Attikos halten ihn für vergänglich. Für den Mittelplatoniker Numenios lässt sich erschließen, dass er einen feinstofflichen Seelenwagen annahm.
Im Neuplatonismus werden die einschlägigen Aussagen Platons kombiniert und zu einer Lehre verarbeitet, der zufolge die Seelen sowohl im Himmel als auch bei ihrem Abstieg zur Erde mit ihren Fahrzeugen verbunden sind. Plotin, der Begründer dieser philosophischen Richtung, verwendet den Begriff „Fahrzeug“ nicht, akzeptiert aber die Vorstellung. Er meint, dass die Seelen bei ihrem Abstieg aus der geistigen Welt in den Bereich des Werdens und Vergehens schon im Himmel einen „ersten Körper“ annehmen. Wenn sie dann in immer dichtere Sphären gelangen, hüllen sie sich in weitere Körper von zunehmend physischer, materieller Beschaffenheit ein. Das Pneuma, das die Seele umgibt, stellt Plotin sich als fein, leichtbeweglich und wohl kugelförmig vor, also von ähnlicher Beschaffenheit wie die Gestirne. Es bleibt mit der Seele nach deren Trennung vom Leib verbunden; seine Verunreinigung oder „Beschwerung“ während des irdischen Lebens verursacht die Seelenwanderung (Reinkarnation). Im Himmel dient der Pneuma-Leib der Seele als Wahrnehmungsorgan.
Die späteren Neuplatoniker Porphyrios und Iamblichos bauen das Konzept auf unterschiedliche Weise aus. Porphyrios hält den Seelenwagen für eine feinstoffliche Substanz, die beim Abstieg durch die Gestirnsphären erworben wird und sich dabei zunehmend verdunkelt und materialisiert; ihre Beschaffenheit ist bei den einzelnen Individuen sehr unterschiedlich. Nach dem Tod des physischen Körpers bleibt der Seelenwagen zunächst erhalten; wenn die Seele dann durch die Gestirnsphären zum Himmel emporsteigt, löst er sich allmählich auf. Iamblichos hingegen meint, der Seelenwagen sei vom Demiurgen geschaffen, immateriell und unvergänglich; er bleibe bestehen, nachdem sich die in die geistige Welt zurückgekehrte rationale Seele von ihm und von der irrationalen Seele, deren Träger er sei, getrennt habe. Für einen künftigen erneuten Abstieg der Seele werde das Fahrzeug wieder benötigt. Nach der Lehre des Iamblichos haben auch die Himmelsgötter solche Fahrzeuge. Der aus Äther bestehende menschliche Seelenwagen bedarf der Reinigung, damit die Seele in ihre Heimat zurückkehren kann.
Später kombinieren die Neuplatoniker Syrianos und Proklos Teile dieser Konzepte, indem sie den Seelen je zwei Seelenwagen zuweisen (bzw. drei, insoweit der sichtbare Körper ebenfalls als Seelenfahrzeug gilt). Bei Proklos (5. Jahrhundert) erscheint die neuplatonische Lehre von den Seelenfahrzeugen in ihrer am differenziertesten ausgearbeiteten Gestalt. Nach seiner Auffassung ist der höhere, vom Demiurgen erschaffene Seelenwagen immateriell, unvergänglich, licht- oder sternartig und mit der Seele zusammengewachsen (symphyés), also unauflöslich mit ihr verknüpft. Der niedere, pneumatische Seelenwagen (pneumatikón óchēma) hingegen besteht aus den vier Elementen der physischen Materie und ist vergänglich. Er wird beim Abstieg der Seele durch die Gestirnsphären erzeugt und löst sich später auf ihrem Rückweg nach oben wieder auf. Im Unterschied zu den menschlichen Seelen haben die göttlichen nur das höhere Fahrzeug. Damaskios, der letzte Leiter der neuplatonischen Schule in Athen, hält weitgehend an der Lehre des Proklos fest, geht aber davon aus, dass die Seele sich vom höheren Seelenwagen trennt, wenn sie die „überhimmlische“ Welt betritt. Im 6. Jahrhundert kehrt Damaskios’ Schüler Simplikios zum älteren Modell mit nur einem Seelenwagen zurück. Ein anderer Neuplatoniker des 6. Jahrhunderts, Olympiodoros, hält den Seelenwagen für eiförmig – eine Vorstellung, die in der modernen Theosophie wiederkehrt.
Auch der Verfasser der chaldäischen Orakel nimmt einen Seelenwagen an, der sich beim Abstieg der Seele von der himmlischen Region zur Erde bildet, indem die Seele sich mit Material aus den von ihr durchquerten Bereichen umkleidet. Wenn die Seele den Rückweg in ihre göttliche Heimat antreten will, muss sie zuvor ihr Fahrzeug, das sie dabei benötigt, „stärken“. Diesem Zweck dienen Reinigungsrituale im Rahmen der Theurgie.
In der Hermetik ist von unkörperlichen Hüllen die Rede, welche die Seele umgeben und ihre Wahrnehmungsfähigkeit beschränken, sowie vom Pneuma als dem Gefährt der Seele. Da der vergängliche Körper eine unmittelbare Anwesenheit des göttlichen, unsterblichen Geistes nicht aushalten könnte, umkleidet der Geist sich mit der Seele wie mit einem Umhang, während die ebenfalls göttliche Seele das Pneuma als Hülle verwendet. Generell werden in den antiken Quellen die Metaphern von der „Hülle“ oder dem „Gewand“ der Seele und von ihrem „Fahrzeug“ oft synonym verwendet.
Der Peripatetiker Alexander von Aphrodisias kritisiert die Vorstellung des Seelenfahrzeugs.
Nach Clemens von Alexandria nahmen der Gnostiker Basilides und seine Anhänger ein für die Affekte zuständiges Organ an, welches sie als „angewachsene Seele“ oder „anhängendes Pneuma“ bezeichneten. Im antiken Christentum finden sich bei Hippolyt von Rom und Origenes ähnliche Auffassungen wie in der gnostischen und hermetischen Überlieferung. Origenes nutzt das Konzept als Erklärung für die Erscheinungen von Toten. Augustinus nimmt einen Seelenwagen nur für Engel und Dämonen an, die ihn nutzen, wenn sie den Menschen erscheinen.

## Mittelalter
Die spätantiken, im Mittelalter sehr populären Autoren Macrobius und Boethius greifen den Gedanken des Seelenwagens bzw. der Hülle oder des Gewandes (amictus) der Seele auf und übermitteln ihn den lateinischsprachigen Gelehrten des Mittelalters. Im Byzantinischen Reich befassen sich Michael Psellos und Nikephoros Gregoras mit der einschlägigen neuplatonischen Literatur. Dante versieht die Seelen der Verstorbenen mit einer „Gestaltungskraft“ (virtù informativa), die sie umstrahlt und eine schattenhafte „neue Form“ hervorbringt, einen Scheinleib, der sich in der umgebenden Luft ausprägt und Sinnesorgane aufweist.

## Frühe Neuzeit
In der Renaissance greift der Humanist Marsilio Ficino die spätantike Konzeption zweier Seelenwagen auf. Bei ihm verbindet der höhere, unsterbliche, aus der Substanz der Sterne bestehende Seelenwagen (vehiculum aethereum) die rationale Seele mit ihrem Körper. Dieser Seelenwagen ist der Sitz des Vorstellungsvermögens (phantasia). Er ist von Natur aus rund, nimmt aber für die Dauer des irdischen Lebens menschliche Gestalt an. Der höhere Seelenwagen ist mit der Seele untrennbar verbunden und wird von ihr permanent belebt. Daneben weist die Seele, während sie sich im Körper befindet, einen zweiten, luftartigen Seelenwagen auf, den spiritus, der für den Empfang der Sinneseindrücke sorgt. Der materielle, aus den vier Elementen zusammengesetzte Körper ist ein drittes Fahrzeug der Seele.
Ähnliche Ideen entwickeln Paracelsus und kabbalistische Autoren sowie Agrippa von Nettesheim, der von einem ätherischen Seelenwagen spricht. Vor allem Paracelsus wird für die spätere Rezeption des Konzepts wegweisend. Er übernimmt die antike Idee des Seelenfahrzeugs, das auch als die Seele einhüllendes Pneuma gedacht wird, und führt dafür die Bezeichnung „siderischer Körper“ (Verdeutschung des lateinischen Adjektivs sidereus, zu sidus „Stern“) ein, von der später der moderne Ausdruck „Astralleib“ abgeleitet wird. Für Paracelsus ist der siderische Körper der Vermittler zwischen Körper und Seele. Er sei der Träger der „natürlichen Weisheit“, aber auch der Affekte. Beides habe Gott den Sternen verliehen; von den Sternen seien diese Gaben zur menschlichen Seele gelangt. Auch Intuition, Träume und Visionen verdanke der Mensch seinem Sternenleib.
Auch in der Medizin der Renaissance wird das Konzept des Astralleibs aufgegriffen. Der Arzt Jean François Fernel beschreibt in seiner Physiologia (1542), einem medizinischen Standard-Handbuch seiner Zeit, die neuplatonische Vorstellung von einem „sternähnlichen Körper“ (corpore … astro simili). Er übernimmt sie nicht im buchstäblichen Sinn, sondern entwickelt sein eigenes, von biologischen und medizinischen Fragestellungen geprägtes Konzept. Dabei geht es ihm unter anderem um die Erklärung von Fortpflanzungs- und Wachstumsvorgängen, für die er Einflüsse aus der Sternenwelt annimmt.
Im 17. Jahrhundert wendet sich Ralph Cudworth, der zur damals einflussreichen Gruppe der Cambridger Platoniker gehört, gegen den Dualismus von René Descartes, der nichts als die ausgedehnte Materie und die Geistseele für existierend hält. Cudworth vertritt mit Berufung auf die antiken Neuplatoniker die Auffassung, zwischen diesen beiden Bereichen sei eine vermittelnde Instanz erforderlich; diese Aufgabe erfülle der feinstoffliche Seelenwagen. Im 18. Jahrhundert findet sich bei Joseph Priestley eine ähnliche Vorstellung.

## Moderne
Im deutschen Idealismus nimmt Johann Heinrich Jung-Stilling wiederum ein Seelenvehikel an, einen feinstofflichen Ätherleib, der zwischen dem physischen Leib und dem absolut immateriellen Geist vermittle. Auch Goethe, Hugo von Hofmannsthal und Friedrich Groos sind von der Vorstellung des Seelenfahrzeugs beeinflusst. Die Idee einer zwischen der geistigen Welt und der physischen Natur vermittelnden Instanz findet sich auch bei Immanuel Hermann Fichte. Schelling meint, der Körper weise eine während des Lebens verborgene geistige, unsterbliche Seite auf, seine „geistige Gestalt“, die im Tod von der Grobstofflichkeit befreit werde und dann als „feinerer Leib“ fortbestehe. Einen solchen geistigen Aspekt spricht er nicht nur dem Menschen, sondern der gesamten Natur zu; so durchdringen sich bei ihm Ideales und Reales wechselseitig.
Bereits in der ersten Hälfte des 19. Jahrhunderts wird der Ausdruck „Astralleib“ verwendet, meist mit explizitem Bezug auf Paracelsus, etwa bei Joseph Ennemoser und Franz von Baader.
Bei der sogenannten Astralwanderung handelt es sich um die Theorie, die bei außerkörperlichen Erfahrungen eine zeitweilige Trennung des Astralleibs vom Körper annimmt.
Theosophie und Anthroposophie

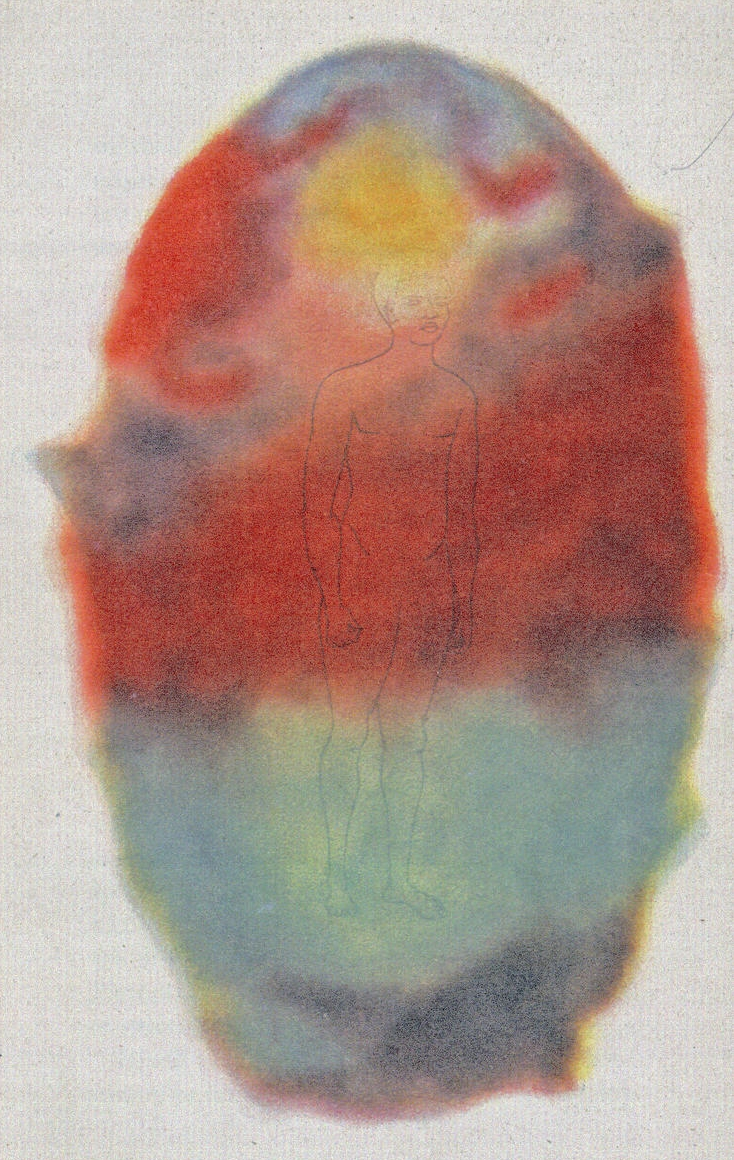
Darstellung des Astralleibs eines „Wilden“ in der Abhandlung Man Visible and Invisible (London 1902) des Theosophen Charles Webster Leadbeater

Die Theosophin Helena Petrovna Blavatsky verwendete 1888 in ihrer Geheimlehre (The Secret Doctrine) den Begriff „Astralleib“. In Anknüpfung an die theosophische Terminologie und an Paracelsus benutzte auch Rudolf Steiner schon 1904, als er noch der Theosophischen Gesellschaft angehörte, diesen Ausdruck. Später baute er im Rahmen der von ihm begründeten Anthroposophie seine Lehre vom Astralleib aus.
Steiner bezeichnet den Astralleib auch als Trieb- und Empfindungsleib und sieht in ihm eines von vier grundlegenden Wesensgliedern des Menschen. Der Astralleib sei der eigentliche Seelenleib des Menschen, die Substanz, aus der die menschliche Seele gewoben sei. Er soll der Träger des Bewusstseins, der Triebe und Empfindungen und des Egoismus sein. Während alle Lebewesen mit materiellen Körpern, also auch Pflanzen, einen Ätherleib aufweisen, besitzen nur Menschen und Tiere einen Astralleib und damit ein Gefühlsleben. In seiner Eigenschaft als Bewusstseinsträger wird der Astralleib in der anthroposophischen Literatur auch als „Bewusstseinsleib“ bezeichnet, der die Außenwelt wie ein Spiegel in das innere Erleben projiziere. Die Begriffe „Leib“ und „Substanz“ seien nicht im physisch-materiellen Sinn aufzufassen, sondern als Hinweise auf eine Eigenständigkeit des menschlichen Seelenwesens gemeint. Als eigenständige Wesenheit werde der Astralleib erst mit der Geschlechtsreife um das 14. Lebensjahr geboren; bis dahin sei er noch in eine viel weitere Astralsphäre eingebettet. Ebenso wie der Mensch durch seinen physischen Leib in der physischen Umwelt lebt, so lebe er durch seinen Seelenleib in einer seelischen Umgebung. Allerdings habe der moderne Mensch davon kein klares Bewusstsein, da ihm die dafür erforderlichen seelischen Wahrnehmungsorgane fehlten. Diese könnten aber durch entsprechende Seelenübungen entwickelt werden. Damit werde der Mensch zu einem bewussten Mitbewohner der Seelenwelt.
Im Astralleib bilden sich nach Steiners Ausführungen mikrokosmisch die großen makrokosmischen Gesetzmäßigkeiten ab. Damit ist ein Bezug zur Sternenwelt gegeben, was den Namen „Astralleib“ rechtfertigt.

## Hinduismus
Die Vorstellung eines feinstofflichen, also quasi materiellen, aber unsichtbaren Körpers als Träger der individuellen Identität über den Tod hinaus taucht schon im Rigveda auf. Dort wird dafür der Begriff tanū verwendet. Er bezeichnet oft die Person (das Selbst) und wird auch wie ein Reflexivpronomen verwendet. Daneben steht tanū aber auch für den physischen Körper eines Menschen. An manchen Stellen des Rigveda ist offenbar eine Art feinstoffliche Schablone für den sichtbaren Körper gemeint. In dieser Bedeutung bezeichnet der Begriff tanū auch einen feinstofflichen Körper, der dem verstorbenen Individuum im Himmel seine spezifische Gestalt verleiht. Der Verstorbene „vereint“ sich im Jenseits mit seinem feinstofflichen Körper, der durch seine Opferhandlungen während seines irdischen Daseins erzeugt oder zumindest gestärkt wurde. Der Begriff śarīra (Körper) hingegen bezieht sich im Rigveda immer auf den physischen Körper.
In der dualistischen Sāṁkhya-Lehre wird die veränderliche Einzelseele, die durch den Kreislauf der Wiedergeburten (saṁsāra) wandert, als Aspekt der materiellen Welt (prakṛti) aufgefasst. Ihr steht die ewige, ebenfalls individuelle, aber am Kreislauf unbeteiligte Seele (puruṣa) gegenüber. Die dem Kreislauf unterworfene Seele wird als feinstofflicher Körper betrachtet. Dieser ständigem Wandel unterliegende Körper wird sūkṣma śarīra („feinstofflicher Körper“) oder liṅga śarīra („Merkmalkörper“) genannt, während der grobstoffliche Körper sthūla śarīra heißt.
Etwas anders ist die Terminologie im Vedanta und im Yoga. Dort ist die ewige und unveränderliche Seele nicht ein nur betrachtender unbeteiligter Zuschauer, sondern steht selbst im Mittelpunkt des jeweiligen individuellen Kreislaufgeschehens. Sie ist während ihrer Teilnahme am Kreislauf vom grobstofflichen Körper und mehreren feinstofflichen Körpern als Hüllen umgeben. Eine solche Hülle wird kośa genannt. Dieses Konzept – wenn auch noch ohne den Begriff kośa – taucht schon in der Taittirīya Upaniṣad auf. Dort wird eine Fünfteilung dargelegt. Auch in der späteren Literatur der verschiedenen Schulen des Vedanta, des Yoga und des Tantra werden gewöhnlich fünf Hüllen unterschieden. Der physische Körper bildet die äußerste Hülle, er ist die „aus Nahrung gemachte Hülle“ (anna-maya kośa). Es folgen drei feinstoffliche Hüllen, die von außen nach innen feiner werden: ganz außen die „aus Prana (Lebenshauch, Vitalkräfte) bestehende Hülle“ (prāṇa-maya kośa), dann die „Hülle der Gemütswelt“ (mano-maya kośa), dann die „Hülle des Bewusstseins (oder Verstehens)“ (vijñāna-maya kośa). Zuinnerst befindet sich die „Hülle der Glückseligkeit“ (ānanda-maya kośa).
Eine Hauptfunktion des feinstofflichen Hüllenbereichs besteht darin, die Kontinuität von einer Inkarnation zur nächsten herzustellen, also Anlagen, Wünsche und Neigungen und die Folgen von Handlungen (Karma) von einem Leben zum nächsten zu tragen und so den Kreislauf in Gang zu halten. Die jeweilige Beschaffenheit der feinstofflichen Körper prägt somit die physischen und psychischen Eigenschaften, die für das Lebewesen in der neuen Inkarnation charakteristisch sind.
Die Angaben über die Unterteilung und die Funktionen der Hüllen schwanken. In späten Vedanta-Texten wird ein „Kausalkörper“ (kāraṇa śarīra, „ursächlicher Körper“) angenommen, der mit der „Hülle der Glückseligkeit“ identifiziert wird. Ihm kommt eine samenhafte Qualität zu. Der Kausalkörper gilt als der Sitz von Kräften, die der Unwissenheit zugeschrieben werden und die Ursache der Wiedergeburt sind. Somit bewirkt der Kausalkörper nach dieser Vedanta-Tradition das Umherirren im Diesseits. Erst wenn nach den anderen Hüllen auch diese zerrissen wird, kann das Lebewesen zur Erkenntnis der Realität gelangen und aus dem Kreislauf der Geburten und Tode ausscheiden.
Übereinstimmung besteht darüber, dass sich die mentale Auswertung der Sinneswahrnehmungen sowie die Willens- und die Denkaktivität einer am Kreislauf teilnehmenden Seele auf der feinstofflichen Ebene in den Hüllen abspielen. Hierzu gehört die gesamte seelische Innenwelt der Formen, Erfahrungen, Vorstellungen, Ideen, Gedanken und Gefühle. Als dafür zuständige Instanzen innerhalb des feinstofflichen Bereichs werden genannt: Intellekt oder Unterscheidungs- und Urteilsfähigkeit (buddhi), Ichbewusstsein (ahaṁkāra) und der Übermittler von Eindrücken und Erfahrungen (manas); die verschiedenen philosophischen Schulen verwenden diese Begriffe mit etwas unterschiedlichen Bedeutungen.

## Jainismus
Im Jainismus werden ebenfalls fünf Körper oder Hüllen angenommen. Ihre Namen und Funktionen sind jedoch anders als im Hinduismus. Die Bezeichnung ist nicht kośa, sondern śarīra. Die äußerste Hülle ist der grobstoffliche irdische Leib (audārika śarīra). Es folgen die vier feinstofflichen Leiber, zunächst der „Verwandlungsleib“ (vaikriya śarīra), über den Götter und Dämonen sowie bestimmte Tiere verfügen; Menschen können ihn durch asketische Übungen erlangen. Der Besitzer eines solchen Leibes kann dessen Größe und Gestalt nach seinem Willen verändern. Daran schließt sich der „Versetzungsleib“ (āhāraka śarīra) an, den Asketen vorübergehend erschaffen, um in ihm den physischen Körper zeitweilig zu verlassen. Es folgt der unzerstörbare „feurige Leib“ (taijasa śarīra), der aus Feueratomen besteht, zur Verdauung dient und die drei äußeren Leiber mit Energie versorgt; Asketen können damit auch Objekte verbrennen. Zuinnerst ist kārmana śarīra, der „Karma-Leib“, in den die Karma-Substanz aufgenommen wird. Wegen der ständig wechselnden Karma-Einflüsse unterliegt dieser Leib starkem und unablässigem Wandel.
Die Feinheit der Leiber, aber auch ihre Dichte (Anzahl der Materieteilchen) nimmt von außen nach innen zu. Jedes Wesen, das sich im Kreislauf der Reinkarnationen befindet, hat zu jedem Zeitpunkt die beiden innersten dieser Leiber, den feurigen und den Karma-Leib. Diese beiden Körper weisen keine Lust- oder Schmerzwahrnehmungen auf; sie können durch alles hindurchgehen, ohne auf Widerstand zu stoßen. Über die anderen feinstofflichen Leiber verfügen nur bestimmte asketische Individuen, die sie erwerben.